# ゴッフレード・パリーゼ
ゴッフレード・パリーゼ（Goffredo Parise, 1929年12月8日 - 1986年8月31日）は、イタリアの小説家、ジャーナリスト、脚本家、劇作家である。日本で出版された書籍ではゴフレッド・パリーゼと表記されているものもある。

## 来歴・人物

### 生前
1929年（昭和4年）12月8日、イタリアのヴェネト州ヴィチェンツァ県ヴィチェンツァに生まれる。
1956年（昭和31年）に公開されたエルマンノ・オルミ監督の映画『ミケリーノ 1A B』の脚本を、オルミと共同で執筆して、映画脚本家としてデビューしている。
1965年（昭和40年）、小説 Il Padrone で、第32回ヴィアレッジョ賞を受賞する。
1977年（昭和52年）にトニーノ・チェルヴィ監督の映画 Ritratto di borghesia in nero （日本未公開）の脚本が映画界での最後の仕事となり、小説等の著述業に専念した。心臓発作で倒れた後、1979年（昭和54年）に書き終えた小説『血の匂い』 L'odore del sangue は、没後まで公開されることはなかった。
1982年（昭和57年）、小説 l sillabario n.2 で、第36回ストレーガ賞を受賞する。
1986年（昭和61年）8月31日、ヴェネト州トレヴィーゾ県トレヴィーゾで死去した。満56歳没。

### 没後
1989年（平成元年）、フランス・パリのポンピドゥー・センターで、パリーゼに関する大きな展覧会が開かれた。
1997年（平成9年）、未発表小説『血の匂い』がイタリアで初めて出版され、2004年（平成16年）には、マリオ・モルトーネが監督して映画化された。

## フィルモグラフィ

### 生前作品
- 『ミケリーノ 1A B』 Michelino 1A B : 監督エルマンノ・オルミ、1956年 - 脚本

- 『9月8日の戦車』 Il carro armato dell'8 settembre : 監督ジャンニ・プッチーニ、1960年 - 脚本
- 『理想境』 La cuccagna : 監督ルチアーノ・サルチェ、1962年 - 原案
- 『アゴスティーノ』 Agostino : 監督マウロ・ボロニーニ、1962年 - 脚本
- 『ボッカチオ'70』 Boccaccio '70 : 監督マリオ・モニチェリ / フェデリコ・フェリーニ / ルキノ・ヴィスコンティ / ヴィットリオ・デ・シーカ、オムニバス、1962年 - 脚本（一挿話 Le tentazioni del dottor Antonio, 「G・パリーゼ」名義）
- 『トリエステの謝肉祭』 Senilità : 監督マウロ・ボロニーニ、1962年 - 脚本
- 『女王蜂』 L'ape regina : 監督ピエトロ・ジェルミ、1963年 - 原案
- La mia signora : 監督マウロ・ボロニーニ / ティント・ブラス / ルイジ・コメンチーニ、オムニバス、1964年 - 脚本（一挿話 I miei cari）
- 『女とは不思議なもの』 La donna è una cosa meravigliosa : 監督マウロ・ボロニーニ / 谷川俊太郎 / ピノ・ザック、1964年 - 脚本
- 『女と男と金』 Oggi, domani, dopodomani : 監督ルチアーノ・サルチェ / マルコ・フェレーリ / エドゥアルド・デ・フィリッポ、オムニバス、1968年 - 原案（一挿話 La moglie bionda）
- 『彼女と彼』 L'assoluto naturale : 監督マウロ・ボロニーニ、1969年 - 原作（小説）

- La fatica di leggere : 監督エルマンノ・オルミ / コッラード・スタヤーノ、テレビ映画、ドキュメンタリー映画、1970年 - 出演・本人役
- 『婚約期間』 Il fidanzamento : 監督ジョヴァンニ・グリマルディ、1975年 - 原作（小説）
- Ritratto di borghesia in nero : 監督トニーノ・チェルヴィ、1977年 - 脚本

### 没後作品
- 『美男司祭』 Il prete bello : 監督カルロ・マッツァクラーティ、1989年 - 原作（小説）
- 『血の匂い』 L'odore del sangue : 監督マリオ・モルトーネ、2004年 - 原作（書籍）

## おもなビブリオグラフィ
国立国会図書館蔵書等。
- 『美男司祭』、訳窪田富男、講談社、1959年
- Il Padrone, 1964年 / 2001年版 ISBN 8817126241 - 第32回ヴィアレッジョ賞受賞作
- 『彼女と彼』、訳千種堅、角川文庫 / 角川書店、1971年
- l sillabario n.2, 1981年 - 第36回ストレーガ賞受賞作
- L'odore del sangue, 1979年執筆、1997年刊行 / The Smell of Blood, 英訳版 2003年4月刊 ISBN 0810160757

## 関連事項
- ネオレアリズモ
- イタリア式コメディ
- ヴィアレッジョ賞 （en:Viareggio Prize）
- ジャンニ・プッチーニ （en:Gianni Puccini）
- ルチアーノ・サルチェ （en:Luciano Salce）
- ピノ・ザック （it:Pino Zac）
- エドゥアルド・デ・フィリッポ （en:Eduardo De Filippo）
- コッラード・スタヤーノ （it:Corrado Stajano）
- ジョヴァンニ・グリマルディ （en:Giovanni Grimaldi）
- トニーノ・チェルヴィ （it:Tonino Cervi）
- カルロ・マッツァクラーティ （en:Carlo Mazzacurati）
- マリオ・モルトーネ （en:Mario Martone）

## 註
1. 1 2 3 4 5 6  Goffredo Parise, インターネット・ムービー・データベース （英語）, 2011年1月27日閲覧。
2. ↑  Goffredo Parise, allmovie （英語）, 2011年1月27日閲覧。
3. ↑  彼女と彼、国立国会図書館、2011年1月27日閲覧。
4. ↑  Catalogue de l'exposition Parise. Éditions du Centre Georges Pompidou, 1989.